# Apache Geronimo
Az Apache Geronimo egy nyílt forráskódú alkalmazásszerver, amelyet az Apache Software Foundation fejleszt és Apache Licenc alatt ad ki. A Geronimo jelenleg kompatibilis a Java Enterprise Edition (Java EE) 5.0 specifikációval, azaz a következő API-kat támogatja: JDBC, RMI, e-mail, JMS, webszolgáltatások, XML, Enterprise JavaBeans, konnektorok, servletek, portletek, JavaServer Pages és számos webszolgáltatási technológia. Lehetővé teszi a fejlesztők számára, hogy olyan vállalati alkalmazásokat készítsenek, amelyek hordozhatók, skálázhatók és integrálhatók korábbi technológiákkal. A Geronimo 3 is kompatibilis a Java EE 6.0-tal.
Az IBM jelentős támogatást nyújtott a projekthez a marketingtől kezdve kódhozzáadásokon át számos projekttag finanszírozásáig. 2005 októberében az IBM bejelentette saját WebSphere alkalmazásszerverének nyílt forráskódú változatát, a Websphere Application Server Community Edition-t, amely már Geronimón alapult. A Geronimónak más kereskedelmi támogatói is vannak, mint pl. AMD, Chariot Solutions, Simula Labs és Virtuas.

## Komponensek
Akárcsak egy operációs rendszer, a Geronimo is kernel-re (microkernel) épül, ami az alap mindenhez, ami felette van. A Geronimo kernelje Java EE agnostikus. Egyetlen célja, hogy kezelje a Geronimo építő kockáit. A Geronimo-t olyan architektúrális design fémjelez, amely az Inversion of Control (IoC – magyarul vezérlés megfordítása) (amit néha Dependency Injection-nak, azaz  magyarul "függőség beszúrásnak" nevez a szakirodalom) koncepcióra épül, a kernel-nek nincs direkt függősége egyik komponensével sem. A kernel csak egy keretrendszer a szolgáltatások számára, amely vezérli a szolgáltatás életciklusát és nyilvántartását (registry). A kernel Java EE alapú. Java EE szolgáltatásokkal és komponensekkel úgy működik együtt, hogy olyan speciális konfigurációt tudjon előállítani, amely teljes mértékben lefedi a Java EE-t (solution stack).
A Geronimo legtöbb szolgáltatása GBean-eken keresztül konfigurálható. Ezekkel tehetők teljes alkalmazás szerver részévé a szolgáltatások. GBean egy interfész, amin keresztül csatlakozik a komponens a kernelhez. Minden GBean képes állapotot kezelni, és esetlegesen a többi GBean-nel is kommunikálni, valamint a kerneltől és más GBean-ektől érkező üzeneteket elkapni, feldolgozni, ezekre reagálni. A GBean interfész lehetővé teszi pl. hogy váltani lehessen több szervlet konténer között, pl. Jetty vagy Tomcat között, anélkül, hogy a teljes architektúrára mindez hatással lenne, köszönhetően a GBean interfészeknek. Ez a rugalmas architektúra lehetővé teszi a Geronimo fejlesztői számára, hogy az egyes területeken számos létező nyílt forráskódú projektet integrálhassanak.

## Jelenlegi komponens készlet
A lenti lista tartalmazza azokat a nyílt forráskódú komponenseket, amelyek részét képezik a Geronimo projektnek:
| Komponens                   | Leírás, főbb jellemzők |
| --------------------------- | --- |
| Apache Tomcat               | HTTP szerver és szervlet konténer. Támogatja a Java Servlet 2.5-t és JavaServer Pages (JSP) 2.1-t. |
| Jetty                       | HTTP szerver és szervlet konténer. Támogatja a Java Servlet 2.5 and JavaServer Pages 2.1-et. A Tomcat szerver egy alternatívája.                                                                                              |
| Apache ActiveMQ             | Nyílt forráskódú Java Message Service (JMS) 1.1 alkalmazás provider és üzenet vezérelt bean támogató (MDB) projekt. |
| Apache OpenEJB              | Nyílt forráskódú Enterprise JavaBeans (EJB) konténer rendszer és EJB szerver, mely támogatja a Enterprise JavaBeans at the 3.0 level, including Container Managed Persistence 2 (CMP2) és EJB Query Language (EJBQL).         |
| Apache OpenJPA              | Nyílt forráskódú Java Persistence API (JPA) 1.0 megvalósítás. |
| Apache ServiceMix           | Nyílt forráskódú Enterprise Service Bus (ESB) és komponens készlet, amely Java Business Integration (JBI)-on és JSR 208 stenderden alapul.                                                                                    |
| Apache Axis és Apache Scout | Axis egy Simple Object Access Protocol (SOAP) megvalósítás, Scout egy JSR 93 (JAX-R) megvalósítás. Együtt támogatást nyújtanak a webszolgáltatásokhoz és Web Services Interoperability Organization (WS-I) Basic Profile-hoz. |
| Apache CXF                  | Webszolgáltatás keretrendszerek nagy számú protokoll támogatással, mint pl. SOAP, XML/HTTP, REST alapú HTTP, vagy CORBA és számtalan szállítási protokollon futnak, mint pl. a HTTP, JMS vagy JBI.                            |
| Apache Derby                | Érett java alapú relációs adatbázis kezelő rendszer (RDBMS), natív Java Database Connectivity (JDBC) támogatással. |
| Apache WADI                 | Következők jellemzik: Fürtözés, terhelés elosztás, feladatátvétel megoldás, webalkalmazás keretrendszer. (A projekt jelenleg inkubátorban van, Apache Incubator része.)                                                       |
| MX4J                        | Egy JMX megoldás, ami eszközöket biztosít az alkalmazások menedzselésére és monitorozására, rendszer objektumok figyelésére továbbá szolgáltatás orientált hálózatokhoz is.                                                   |

### Prezentációk
- "Apache Geronimo Unleashed" a javapolis 2006-on
- "Impact 2008 IBM Websphere CE compared to Jboss"
- Prezentációk a Geronimo Wikin Archiválva 2008. szeptember 16-i dátummal a Wayback Machine-ben

## Fordítás
Ez a szócikk részben vagy egészben  az   Apache Geronimo című angol Wikipédia-szócikk ezen változatának fordításán alapul.  Az eredeti cikk szerkesztőit annak laptörténete sorolja fel. Ez a jelzés csupán a megfogalmazás eredetét és a szerzői jogokat jelzi, nem szolgál a cikkben szereplő információk forrásmegjelöléseként.